# Ignacy Zagajewski
Ignacy Zagajewski herbu Pomian (zm. 1791) – chorąży radziejowski w 1790 roku, stolnik kowalski w latach 1781–1790, podstoli brzeskokujawski w latach 1758–1781, łowczy kruszwicki w latach 1757–1758, konsyliarz województw kujawskich w konfederacji radomskiej w 1767 roku.